# Pomnik narodowy na Vítkově

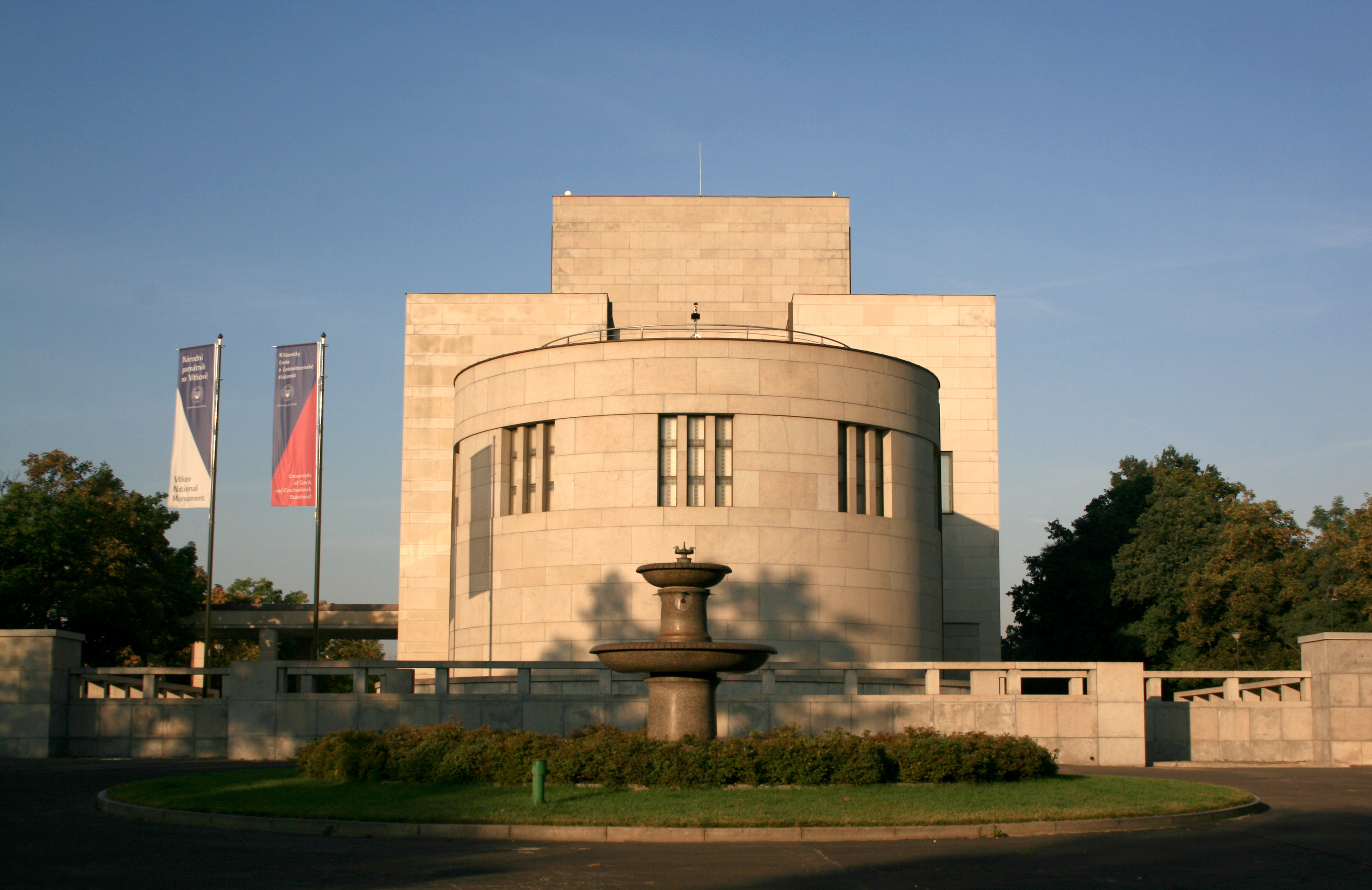
Tylna część mauzoleum

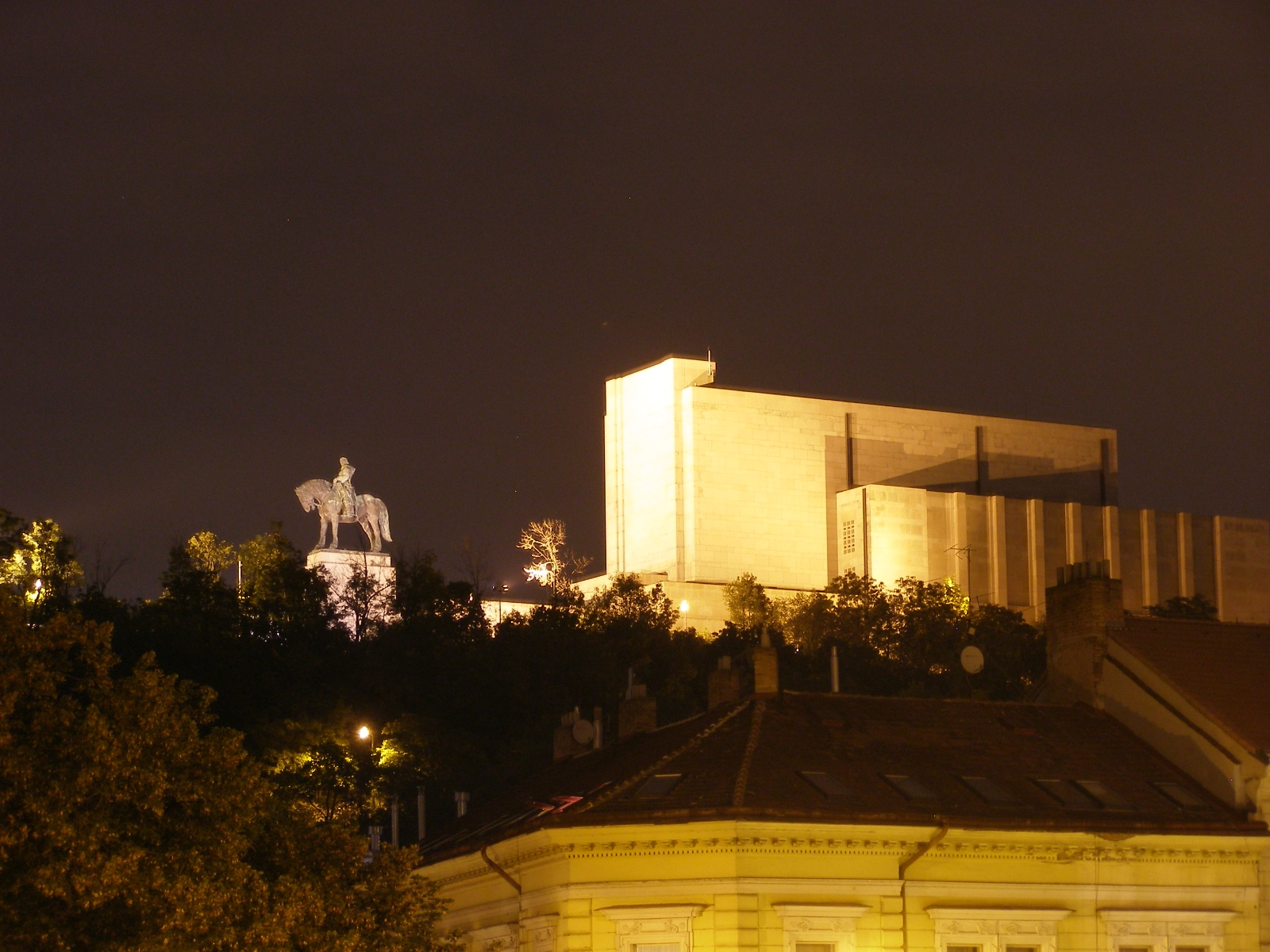
Widok nocny z miasta

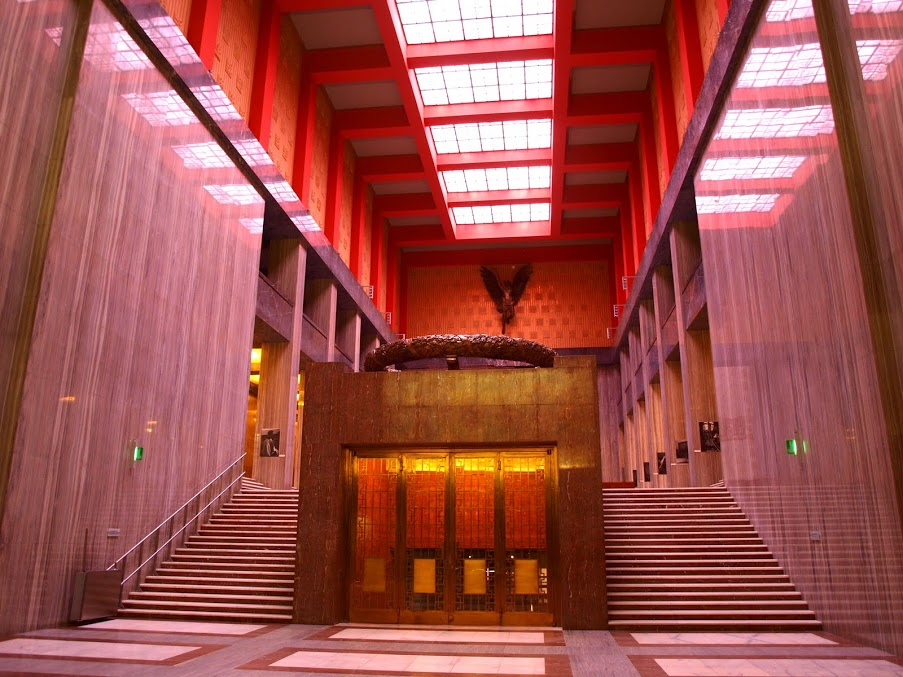
Fragment wnętrza

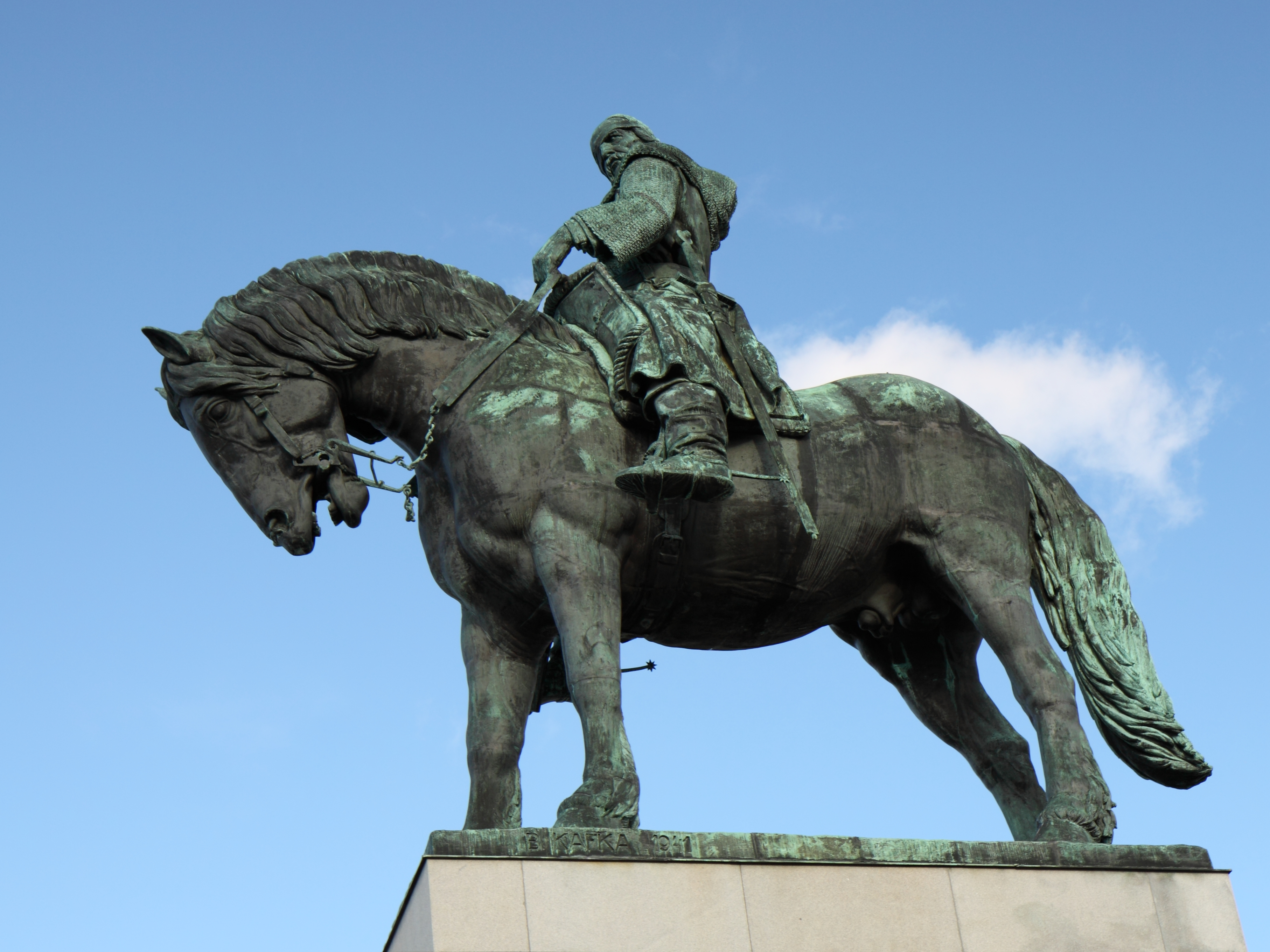
Pomnik Jana Žižki

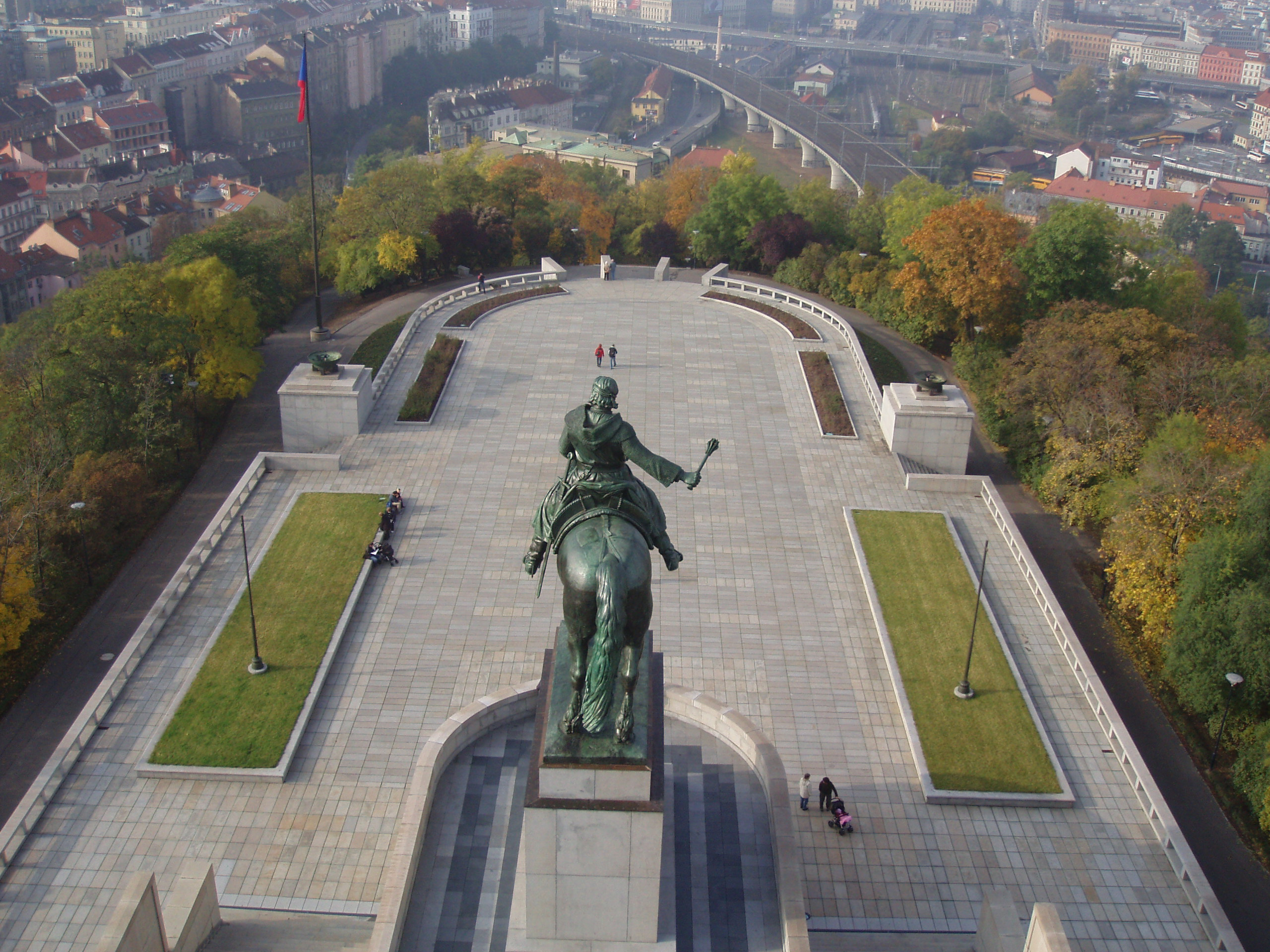
Widok na miasto

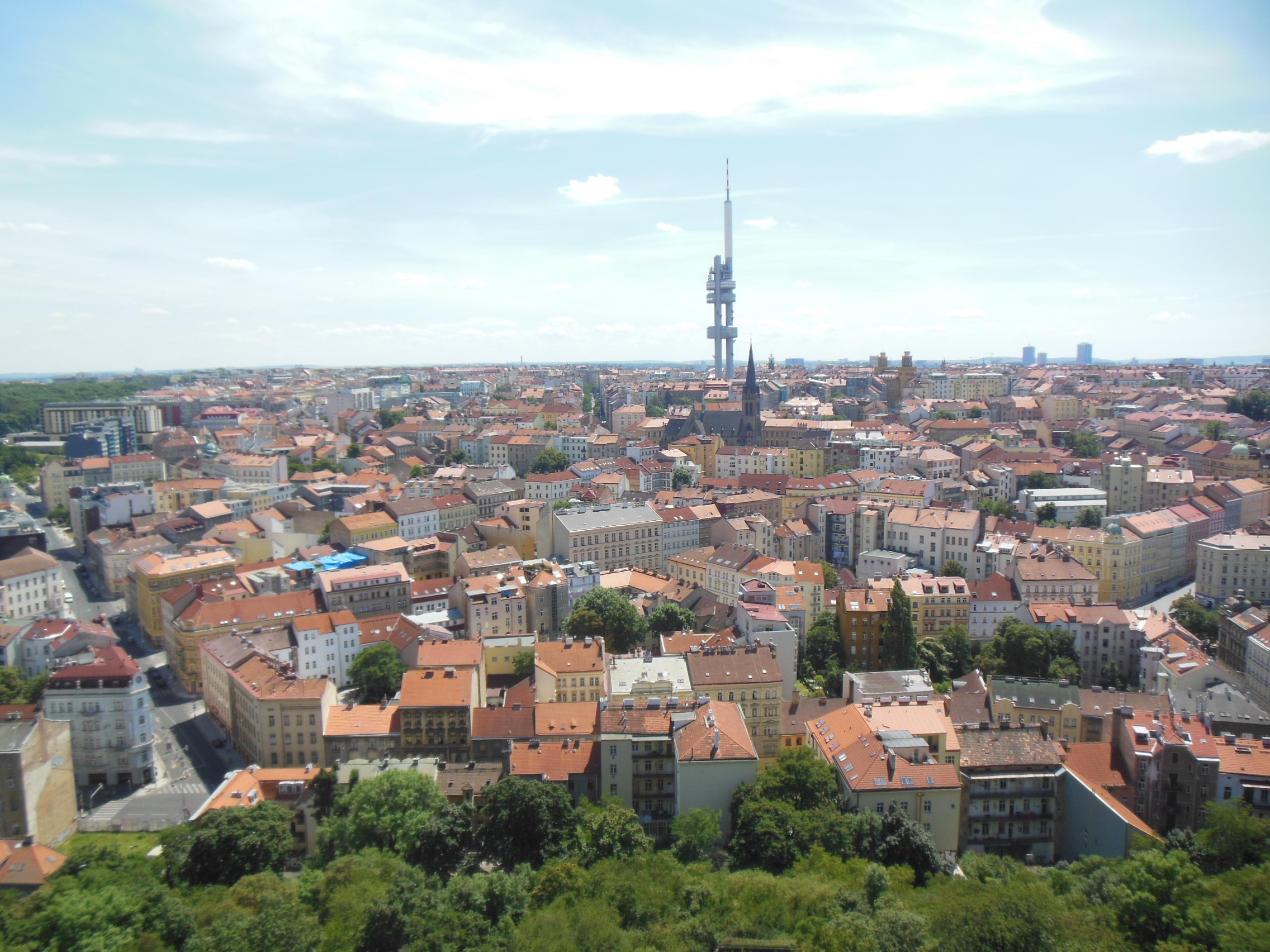
Panorama Pragi spod pomnika

Pomnik narodowy na Vítkově (czes. Národní památník na Vítkově) – pomnik w Pradze, zabytek funkcjonalistyczny, którego konstrukcja została wybudowana w latach 1929–1933 na wzgórzu Vítkov (Witkowa Góra), według projektu Jana Zázvorki. Głównym celem było uczczenie pamięci czechosłowackich legionistów i czechosłowackiego ruchu oporu podczas I wojny światowej. Monument stojący na szczycie jest najwyższym pomnikiem konnym w Europie Środkowej.

## Historia
Nazwa wzgórza pochodzi od średniowiecznego właściciela lokalnych winnic, Vítka. Oprócz winorośli na Vítkovie uprawiano również chmiel. W 1420 miała tu miejsce Bitwa o Witkową Górę (wojny husyckie).
Przygotowania do wzniesienia obiektu rozpoczęto na dziesięciolecie państwa Czechosłowackiego, w 1928. Zakładano, że budowa potrwa około dziesięć lat, a odsłonięcie uświetni prezydent Tomáš Masaryk. Stan surowy osiągnięto w 1933. Plany budowniczych pokrzyżował układ monachijski i okupacja niemiecka (protektorat). Niemcy nie pozwolili na dokończenie budowy mauzoleum, przekształcając je w magazyn wojskowy. Wykonane już elementy metalowe zrabowali i przetopili na broń.
Po II wojnie światowej i przejęciu władzy przez komunistów również nie była możliwa kontynuacja budowy pomnika w jego pierwotnym założeniu. W 1948 obiekt przeznaczono na mauzoleum zmarłych członków Komunistycznej Partii Czechosłowacji i miejsce ich spoczynku. W kolumbarium, w 1953, złożono zwłoki stalinowskiego przywódcy, Klementa Gottwalda. Jego ciało (nie noszące większych cech rozkładu) było dostępne dla zwiedzających przez następne dziewięć lat. Proces balsamizacji nie został jednak przeprowadzony prawidłowo i ciało wymagało ciągłych zabiegów kosmetycznych. W końcu zdecydowano o kremacji zwłok i wystawiono tylko urnę. Prochy Gottwalda, jego żony oraz kilkanaście innych urn usunięto z mauzoleum w 1990 i pochowano na cmentarzu Olszańskim. Wystawa poświęcona Gottwaldowi jest dostępna w podziemnej izbie, gdzie malowano zwłoki i jest zatytułowana „Laboratorium władzy”.

## Główne pomieszczenia

### Sala ceremonialna
Najważniejszym pomieszczeniem w mauzoleum jest zdobiona szarym granitem i marmurem Sala Ceremonialna (czes. Slavnostní síň). Tradycyjnie żegna się tutaj czeskich żołnierzy wyjeżdżających na misje zagraniczne. Trójnawowa, bazylikowa sala z emporami nad nawami bocznymi wyposażona jest w metalową rzeźbę latającego, uskrzydlonego geniusza – symbol proklamacji wolności, autorstwa Karela Kotrby i Ladislava Kofránka, która została stworzona i zainstalowana w 1938. Rzeźba przypomina postać kobiecą, anioła. W czasie II wojny światowej została zniszczona przez Niemców, a po wojnie zrekonstruowana i zainstalowana ponownie. Nad podium wisi gobelin z dużym herbem I Republiki, który zaprojektował Karel Svolinský. Gobelin powstał w warsztacie Marie Hoppe-Tainitzerová w Jindřichův Hradcu. Aby uniemożliwić Niemcom zniszczenie tego dzieła sztuki, wysłano je w 1938 na Wystawę Światową do Nowego Jorku. W 2001 powrócił do Pragi. Salę zdobi pas podzielony na pola, w których umieszczono ceramiczne historyczne emblematy krajów, które należały do I Republiki. Piętro, schody i ściany wykonane są ze szlachetnego marmuru w różnych zestawieniach kolorystycznych (szaro-czerwony, czarny i biały). W zachodniej części sali znajduje się trybuna z organami i przestrzenią dla śpiewaków. Pod trybuną znajduje się mozaiką „Gdzie jest mój dom”, dzieło Jakuba Obrovsky’ego. Przestrzeń pomiędzy salą, a klatką schodową jest wypełniona sześcianami z marmuru. Umieszczono tam blok z dużym wieńcem laurowym autorstwa Karela Štipla.

### Salon Prezydencki
Salon Prezydencki to jednolicie zaprojektowane pomieszczenie. Parkiet jest wykonany z drewna dębowego i orzechowego, natomiast ściany wyłożono jedwabną tapetą brokatową z bizantyńskim wzorem na modłę znalezionego w archikatedrze św. Wita kawałka tkaniny z grobowca królów czeskich. Fotele i owalny stół zaprojektował Jan Zázvorka. Zabudowano tu kominek elektryczny ze zdobioną kratą i figurą alegoryczną projektu Jaroslava Horejca. Na przeciwległej ścianie wisi obraz „Tabor” autorstwa Vincenca Beneša.

### Grób Nieznanego Żołnierza
W przestrzeni pod pomnikiem konnym Jana Žižki znajduje się Grób Nieznanego Żołnierza. Wcześniej istniał on przy Ratuszu staromiejskim i zawierał szczątki uczestników bitwy pod Zborowem (1917). Na początku istnienia protektoratu Czechy i Moraw, w 1939 miejsce to było symbolicznym punktem, w którym Czesi wyrażali swój sprzeciw wobec władzy niemieckiej. W 1941 grób przy ratuszu został zniszczony przez okupanta. Po zakończeniu II wojny światowej, w ramach obchodów trzydziestej rocznicy bitwy pod Zborowem, kierownictwo armii czechosłowackiej zdecydowało, że umieści grób w nowym miejscu, przy pomniku Žižki, jednak spotkało się to z protestem przedstawicieli sowieckich, którzy odmówili przeniesienia szczątków ze Zborowa. W 1949 ekshumowano we wsi Vyšný Komárnik szczątki jednego z nieznanych żołnierzy poległych w walkach na Przełęczy Dukielskiej i po uroczystych obchodach pochowano w mauzoleum. 8 maja 2010 obok nich złożono szczątki nieznanego żołnierza ze Zborowa. Sarkofag z prochami otacza sześć filarów wyłożonych marmurem i podtrzymujących stojący wyżej pomnik Jana Žižki. Płaskorzeźby w grobowcu są dziełem Oscara Kozaka. Na ściana wiszą tablice pamiątkowe dotyczące czeskich misji zagranicznych. Autorem rzeźb z brązu w foyer grobu jest Otakar Švec. Są to kobiece alegorie żołnierskie: Cnota, Odwaga i Lojalność.

### Kaplica Poległych
Kaplica miała pierwotnie służyć do przechowywania szczątków czterdziestu czterech włoskich i trzech rosyjskich legionistów, którzy zostali straceni przez władze austriackie w czasie I wojny światowej. Dawniej istniało tu północne wyjście na cmentarz. Ich nazwiska były wyrzeźbione na szarych płytach pamiątkowych, które w latach 50. XX wieku zastąpiono płytami z białego marmuru, na których wyryto tekst wierszy Vítězslava Nezvala. Autorem mozaikowej dekoracji jest Max Švabinský (1935). Mozaika przedstawiająca apoteozę Ojczyzny składa się z czterech pól ściennych i dwóch pól sufitowych. Poszczególne pola na ścianach są poświęcone legionom rosyjskim i włoskim. Pola sufitowe wypełniają wizerunki mgławic, gwiazd i Drogi Mlecznej. Rzeźba Rannego żołnierza („Raněný”) jest autorstwa Jana Štursy. Powstała w latach 1920–1921 na motywach własnych wspomnień wojennych artysty. Dekorację uzupełniają socrealistyczne rzeźby Jaroslava Horejca.

### Kolumbarium
Kolumbarium pierwotnie przeznaczone miało być dla czeskich legionistów, jednak nigdy ich tu nie pochowano. Od 1951 składano tutaj czołowych czechosłowackich komunistów (m.in. spoczywał tu Klement Gottwald, Bohumir Šmeral, Stanislav K. Neumann i inni). Ich szczątki usunięto w latach 1989–1990. Dekorację kolumbarium wykonał Jaroslav Horejc. Obecnie jest to przestrzeń wystawowa.

### Inne
W części pomieszczeń mauzoleum urządzono wystawę „Rozdroża czeskiej i czechosłowackiej państwowości”.

## Pomnik Jana Žižki
W czerwcu 1920, z udziałem prezydenta Masaryka położono kamień węgielny pod pomnik Jana Žižki. W latach 1923, 1925 i 1928 ogłoszono konkursy rzeźbiarskie, jednak ich wyniki były mało satysfakcjonujące. W 1931 zlecono więc wykonanie pomnika poza konkursem profesorowi Bohumilowi Kafce z praskiej Akademii Sztuk Pięknych. Praca Kafki nad posągiem trwała dziesięć lat i była konsultowana z historykami i hipologami. Kafka wybudował w tym celu specjalną pracownię na Ořechovce. Najpierw stworzył rzeźbę konia, a dopiero potem dostosował do niej jeźdźca. Model ukończył w listopadzie 1941 i wkrótce zmarł. Na podstawie modelu odlano posąg dopiero po zakończeniu okupacji niemieckiej. Odsłonięcie miało miejsce 14 lipca 1950, w rocznicę bitwy o Witkową Górę. Wysokość posągu wynosi 9 metrów, długość 9,6 metra, a jego waga to 16,5 tony.

## Otoczenie
W pobliżu znajdują się:
- fontána na Vítkově,
- kamień pamiątkowy upamiętniający bitwę o Witkową Górę,
- altana widokowa,
- rzeźba (instalacja) „Stoletá”[4].